# 에스킬스투나시

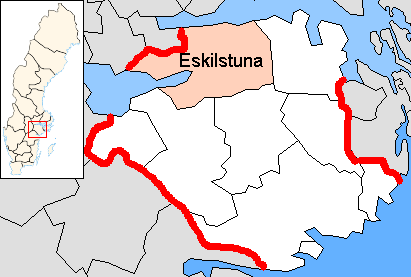
에스킬스투나 시의 위치

에스킬스투나시(스웨덴어: Eskilstuna kommun)는 스웨덴 쇠데르만란드주에 위치한 지방 자치체로 행정 중심지는 에스킬스투나이며 면적은 1,250.49km2, 인구는 103,684명(2016년 12월 31일 기준), 인구 밀도는 83명/km2이다.

시 문장